# Farkas Dániel (labdarúgó, 1993)
Farkas Dániel (szerbül: Данијел Фаркаш; Zenta, 1993. január 13. –) szerbiai születésű magyar labdarúgó, a Mezőkövesd játékosa.

## Pályafutása
A magyar származású Farkas Dániel Zentán született és itt kezdte pályafutását is. Felsőhegyről származik, tizenhárom évesen kezdte a labdarúgást, majd 16 éves korában bemutatkozott a Zenta csapatában. 2012-ben lett a szerb élvonalbeli Spartak Subotica játékosa. A legtöbbször balhátvédként játszó Farkas 108 mérkőzésen két gólt szerzett a szerb Szuperligában, ezzel több klub, így a Ferencváros és az Újpest figyelmét is felkeltette. 2017 januárjában 2019. június 30-ig szóló szerződést írt alá a Mezőkövesd csapatával.
2022 nyarától 2025 elejéig a Diósgyőri VTK játékosaként tagja volt az NB II 2022–23 szezonjában a bajnokságot pontrekorddal megnyerő csapatnak.
2025. január 9-én újra a Mezőkövesd együttesével kötött szerződést.

## Sikerei, díjai

### Klubcsapatokkal
Mezőkövesd
- Magyar Kupa ezüstérmes: 2020

 Diósgyőri VTK
- NB II bajnok: 2022–23

## Statisztika

### Klubcsapatokban
2024. május 4-én lett frissítve.
| Klub             | Szezon               | Liga             | Liga            | Liga  | Kupa            | Kupa  | Nemzetközi      | Nemzetközi | Egyéb           | Egyéb | Összesen        | Összesen |
| Klub             | Szezon               | Bajnokság        | Pályára lépések | Gólok | Pályára lépések | Gólok | Pályára lépések | Gólok      | Pályára lépések | Gólok | Pályára lépések | Gólok    |
| ---------------- | -------------------- | ---------------- | --------------- | ----- | --------------- | ----- | --------------- | ---------- | --------------- | ----- | --------------- | -------- |
| Zenta            | 2008–09              | League Vojvodina | 7               | 0     | —               | —     | —               | —          | —               | —     | 7               | 0        |
| Zenta            | 2009–10              | League Vojvodina | 18              | 0     | —               | —     | —               | —          | —               | —     | 18              | 0        |
| Zenta            | 2010–11              | League Vojvodina | 26              | 0     | —               | —     | —               | —          | —               | —     | 26              | 0        |
| Zenta            | 2011–12 (Kölcsönben) | League Vojvodina | 26              | 1     | —               | —     | —               | —          | —               | —     | 26              | 1        |
| Zenta            | összesen             | összesen         | 77              | 1     | —               | —     | —               | —          | —               | —     | 77              | 1        |
| Spartak Subotica | 2011–12              | SuperLiga        | 0               | 0     | —               | —     | —               | —          | —               | —     | 0               | 0        |
| Spartak Subotica | 2012–13              | SuperLiga        | 15              | 0     | 0               | 0     | —               | —          | —               | —     | 15              | 0        |
| Spartak Subotica | 2013–14              | SuperLiga        | 23              | 0     | 3               | 0     | —               | —          | —               | —     | 26              | 0        |
| Spartak Subotica | 2014–15              | SuperLiga        | 25              | 0     | 3               | 0     | —               | —          | —               | —     | 28              | 0        |
| Spartak Subotica | 2015–16              | SuperLiga        | 31              | 2     | 4               | 1     | —               | —          | —               | —     | 35              | 3        |
| Spartak Subotica | 2016–17              | SuperLiga        | 14              | 0     | 1               | 0     | —               | —          | —               | —     | 15              | 0        |
| Spartak Subotica | összesen             | összesen         | 108             | 2     | 11              | 1     | —               | —          | —               | —     | 119             | 3        |
| Mezőkövesd       | 2016–17              | NB I             | 7               | 0     | 3               | 0     | —               | —          | —               | —     | 10              | 0        |
| Mezőkövesd       | 2017–18              | NB I             | 24              | 1     | 2               | 0     | —               | —          | —               | —     | 26              | 1        |
| Mezőkövesd       | 2018–19              | NB I             | 22              | 0     | 2               | 0     | —               | —          | —               | —     | 24              | 0        |
| Mezőkövesd       | 2019–20              | NB I             | 25              | 0     | 6               | 0     | —               | —          | —               | —     | 31              | 0        |
| Mezőkövesd       | 2020–21              | NB I             | 28              | 1     | 3               | 0     | —               | —          | —               | —     | 31              | 1        |
| Mezőkövesd       | 2021–22              | NB I             | 27              | 0     | 2               | 0     | —               | —          | —               | —     | 29              | 0        |
| Mezőkövesd       | összesen             | összesen         | 133             | 2     | 18              | 0     | —               | —          | —               | —     | 151             | 2        |
| Diósgyőr         | 2022–23              | NB II            | 17              | 1     | 0               | 0     | —               | —          | —               | —     | 17              | 1        |
| Diósgyőr         | 2023–24              | NB I             | 7               | 0     | 1               | 0     | —               | —          | —               | —     | 8               | 0        |
| Diósgyőr         | összesen             | összesen         | 24              | 1     | 1               | 0     | —               | —          | —               | —     | 25              | 1        |
| Karrier összesen | Karrier összesen     | Karrier összesen | 342             | 6     | 30              | 1     | —               | —          | —               | —     | 372             | 7        |